# Stefan Eggeler
Stefan Eggeler (* 24. Dezember 1894 in Wien; † 17. Juli 1969 ebenda) war ein österreichischer Künstler und Jurist.

## Leben
Als Sohn eines Hofbeamten studierte Eggeler an der Universität Wien Jura und promovierte zum Doktor der Rechte. Daneben studierte er an der Akademie der bildenden Künste Wien bei Ferdinand Schmutzer und Rudolf Bacher sowie an der Höheren Graphischen Bundes-Lehr- und Versuchsanstalt bei Ludwig Michalek.
Zwischen 1915 und 1925 fertigte er Zeichnungen, Graphik- und Mappenwerke, Holzschnitte und Radierungen an, die vielfach als Buchillustration veröffentlicht wurden. Er war Mitglied des Künstlerhauses Wien.
1925 beendete Eggeler seine künstlerische Tätigkeit abrupt und wurde Rechtsberater der Gemeinde Wien. Er war ein Vertreter der frühen österreichischen Phantastik.

## Veröffentlichungen
- 1915–1923: Fritz Bauer (Hrsg.): Kokain – Eine moderne Revue. (u. a. Titelbilder, Lithos)[1]
- 1920: Levin Schücking: Die Drei Freier. (6 Stiche)
- 1920: Der Spielmann und der Teufel im verwunschenen Schloss (6 Drucke)
- 1921: Die Seuche der Pestilenz. Frisch & Co (7 Drucke, Dumbapreis Weimar 1919)[2]
- 1921: Arthur Schnitzler: Reigen.
- 1922: Arthur Schnitzler: Der Schleier der Pierrette. (6 Radierungen)
- 1921: Musikalische Miniaturen. (Radierungen)
- 1922: Hanns Heinz Ewers: Die Herzen der Könige. (10 Stiche)
- 1922: Walpurgisnacht. (6 Radierungen, Geleitwort von Gustav Meyrink)[3]
- 1923: Auguste de Villiers de L’Isle-Adam: Novellen der Grausamkeit. (Lithographien)
- 1930: Edgar Allan Poe: Wilde Träume – Eine Auswahl seiner Erzählungen. Verlag der Gesellschaft für graphische Industrie, Wien (16 Bildbeigaben)